# 伊莉莎白 (俄羅斯女皇)
伊丽莎白·彼得羅芙娜（羅馬化：Yelizaveta Petrovna；1709年12月29日 [儒略历：12月18日] —1762年1月5日 [儒略历：12月25日]），又作伊丽莎白一世（Елизаве́та I，羅馬化：Yelizaveta I），自1741年12月6日开始担任全俄罗斯女皇直至1762年1月5日去世，也仍然是最受欢迎的俄罗斯君主之一，因为她决定在统治期间不处决任何一个人。同时她在统治期间进行了大量的建设项目，以及对普鲁士王国政策的强烈反对。
伊丽莎白为俄罗斯伟大的皇帝彼得一世·阿列克謝耶維奇（1682年-1725年在位）和皇后即后来的女皇叶卡捷琳娜一世·阿列克谢耶芙娜的次女。1718年，伊丽莎白同父异母的哥哥——阿列克謝·彼得羅維奇逝世，造成了王位继承的混乱。1725年，伊丽莎白的父亲彼得一世逝世，俄罗斯皇帝的皇位首先被传给了伊丽莎白的母亲即皇后叶卡捷琳娜一世（1725年-1727年在位）。1727年，叶卡捷琳娜一世逝世后，由伊丽莎白的侄子，阿列克謝·彼得羅維奇之子彼得二世（1727年-1730年在位）继位。1730年，彼得二世英年早逝，皇位传给了前沙皇伊凡五世之女安娜女皇（1730年-1740年在位）而非彼得一世之女安娜和伊丽莎白。后来皇位曾短暂的传给安娜女皇的侄孙伊凡六世，但伊丽莎白在军方的支持下夺取了皇位，并宣布姐姐安娜之子，即侄子石勒苏益格-荷尔斯泰因-戈托普的卡尔·彼得为未来的皇位继承人。
伊丽莎白在位期间大大的延续彼得一世在位期间的政策，为俄罗斯带来了非凡的启蒙时代，同时也打好了未来叶卡捷琳娜二世辉煌的基础。在国内，伊丽莎白允许贵族在地方政府中获得主导地位，但同时缩短他们为国家服务的期限。在教育方面，伊丽莎白支持米哈伊尔·瓦西里耶维奇·罗蒙诺索夫建立莫斯科大学，这是俄罗斯排名最高的教育机构。伊丽莎白的宫廷也是当时欧洲最辉煌的宫廷，尤其是在建筑方面。此外，伊丽莎白也使得俄罗斯的道路进行现代化。在艺术方面，伊丽莎白鼓励和支持伊万·舒瓦洛夫建立帝国艺术学院，并资助她最喜欢的建筑师——弗朗切斯科·巴尔托洛梅奥·拉斯特雷利宏伟的巴洛克项目，尤其是在圣彼得堡的夏宫、冬宫和斯莫尔尼大教堂是她统治时期的主要历史建筑之一。
对外，伊丽莎白领导俄罗斯帝国度过了两场欧洲国家的冲突——奥地利王位继承战争和七年战争。伊丽莎白与其外交官阿列克谢·贝斯图热夫-留明与奥地利和法国结盟顺利解决了王位继承战争。但却间接引发了七年战争。俄罗斯军队对普鲁士取得了数次胜利，并短暂占领了柏林，但当腓特烈大帝最终于1762年1月考虑投降时，伊丽莎白去世了，由其亲德的侄子石勒苏益格-荷尔斯泰因-戈托普的卡尔·彼得继位，是为彼得三世。她是罗曼诺夫王朝最后一位统治俄罗斯帝国的男性血脉的成员。

## 统治生涯

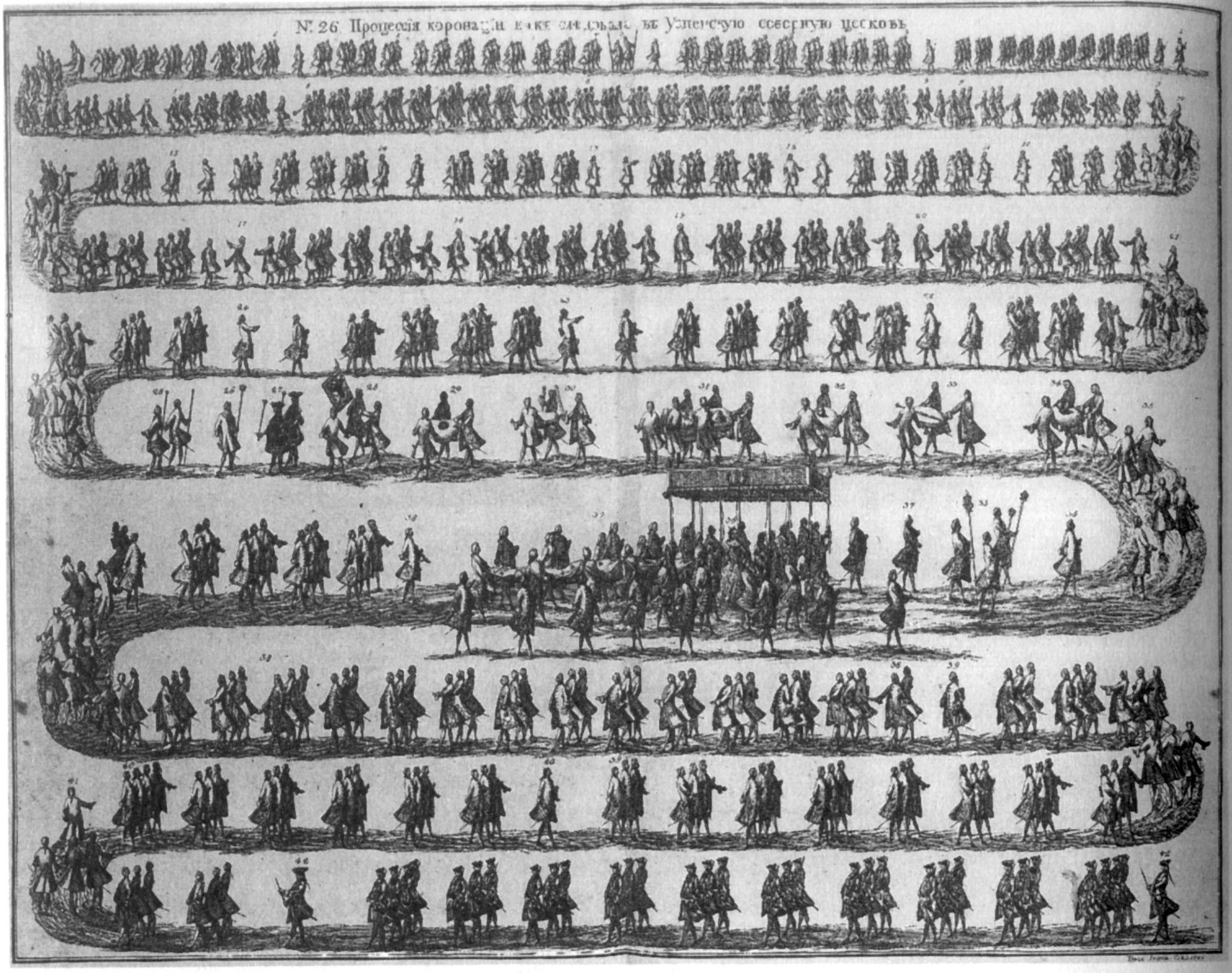
1742年伊丽莎白女皇加冕礼游行

1742年3月6日，伊丽莎白在圣母安息主教座堂加冕成为全俄罗斯女皇及独裁者，年仅33岁。由于政治经验相对较少，她发现自己领导着一个伟大的帝国正处于其存在的最关键时期之一。她的公告解释说，之前的统治导致了俄罗斯的毁灭：“俄罗斯人民一直在基督教信仰的敌人下呻吟，但她将他们从有辱人格的外国压迫中拯救出来。”
安娜女皇继位后，大量使用德国籍官员。因此俄罗斯处在德国籍顾问的统治之下。伊丽莎白上台后流放了许多在俄罗斯不受欢迎的德国籍官员，如安德烈·奥斯特曼、布克哈德·克里斯托夫·冯·明尼希。此外，她通过了几项立法，废除了她父亲为限制教会权力所做的大部分政策。
尽管有种种缺点（如文件常常要等几个月才能签字），伊丽莎白还是继承了她父亲的政治天赋。她一贯敏锐的判断力和她的外交机智一次次让人想起彼得大帝。有时看似优柔寡断和拖延的行为，最常见的是在异常困难的情况下明智地暂停判断。从俄罗斯人的角度来看，她作为一名政治家的伟大之处在于她对国家利益的坚定认识以及她克服一切障碍促进国家利益的决心。

### 改革
进行了税收改革，从而改善了国家的财政状况：完成外贸交易的费用提高到每1卢布13戈比（而不是之前收取的5戈比），并且增加了盐和酒的税收。
在社会政策方面，扩大贵族权利的路线仍在继续。1746年，拥有土地和农民的权利被分配给贵族。1760年，地主有权将农民流放到西伯利亚定居，并统计他们而不是新兵。尽管土地所有者的行政权力明显加强，但该法令导致移民人数增加和新定居点的建立，主要是在西西伯利亚西部地区。未经土地所有者许可，农民不得进行货币交易。1755年，工厂农民被分配为乌拉尔工厂的永久（占有）工人。

### 国内安定
伊丽莎白是一位才华横溢的外交家，她讨厌流血和冲突，并竭尽全力改变俄罗斯的惩罚制度，甚至宣布死刑为非法。根据历史学家罗伯特·尼斯贝特·贝恩的说法，她的“主要政绩之一是在她力所能及的范围内，她制止了宫廷中相互敌对野心的争论，这种争论使彼得二世、安娜女皇、伊凡六世的统治蒙羞，并允许外国势力自由干涉俄罗斯内政。”
然而，在伊丽莎白的统治下，残酷的体罚做法在军队和农奴中蔓延。地主正式无权处决农民，他们经常将他们砍死。政府极不愿意干涉农奴阶层的生活，对贵族的滔天罪行视而不见，这也是因为地主本质上是政府唯一或多或少有效的地方管理者，他们同时监督秩序、招聘和税收。

### 教育改革
尽管彼得大帝做出了重大改变，但他并没有对整个统治阶级的知识态度产生真正的形成性影响。尽管伊丽莎白缺乏作为知识分子蓬勃发展所必需的早期教育（曾发现阅读世俗文学“有害健康”），她足够聪明，知道其好处，并为她最终的继任者叶卡捷琳娜二世打下了相当多的基础。她向所有社会阶层（农奴除外）免费提供教育，鼓励米哈伊尔·罗蒙诺索夫在莫斯科建立俄罗斯第一所大学——莫斯科大学，并资助建立帝国艺术学院。

## 同时代人对其的评价
- 时任西班牙驻俄罗斯大使第二代伯威克公爵詹姆斯·菲兹詹姆斯-斯图亚特对其评价道[6]：“伊丽莎白公主是彼得一世和沙皇叶卡捷琳娜的女儿，她是我从未见过的美人。她的肤色令人惊叹，她的眼睛火热，她的嘴巴完美，她的脖子很白，她的身材令人惊叹。她个子很高，而且非常活泼。他跳舞跳得很好，骑起来没有丝毫恐惧。她的魅力中充满了智慧和愉快，但也有一些野心是显而易见的。”
- 法国大使馆秘书让·路易·法维尔很欣赏皇后的举止[7]：“她的善良和人性以及鲁莽的誓言（关于废除死刑。-I.K.）发挥到了极致……骄傲、傲慢，有时甚至残忍，但最重要的是——怀疑常常在她身上闪现。她极度嫉妒自己的伟大和至高无上的权力，很容易害怕任何可能威胁到她、削弱或分割这种权力的事物。这一次，她不止一次表现出过度的怕痒。她不容忍在宫廷级别中使用“伟大”的头衔，尤其是大宰相的头衔，尽管习惯上这样称呼首席大臣。有一次别斯图热夫当着她的面这样称呼自己。“你要知道，”她告诉他，“在我的帝国里只有一位伟大的王子，我是一位伟大的王子，但即使是后者的伟大也只不过是一个幽灵。” 但伊丽莎白女皇非常擅长伪装的艺术。即使是最年长、最有经验的朝臣，她内心的秘密曲线也常常难以触及，当她决定他们的耻辱时，她对他们从来没有如此仁慈。在任何情况下，她都不允许自己被任何人、大臣或宠臣所统治，但总是表现出她在他们之间分享她的恩惠和想象中的信任。”

## 死亡及身后
1750年代末，伊丽莎白的健康急速下滑，健康状况恶化。她开始出现一系列头晕症状，并拒绝医生开出的药物。伊丽莎白严禁在她面前提到“死亡”这个词，一直到她于1761年12月24日（新历：1月4日）中风。她知道自己要死了，伊丽莎白用尽最后的力气进行了忏悔，与神父一起背诵了为临终者所做的祈祷。此外，她也开始向彼得、叶卡捷琳娜、情夫（或丈夫）阿列克谢·拉祖莫夫斯基、基里尔·拉祖莫夫斯基等少数愿意陪她的人一一告别。
东正教圣诞节即12月25日（新历：1月5日），伊丽莎白驾崩于圣彼得堡冬宫。下葬时，她穿着一件闪闪发光的银色连衣裙。据说她死后和生前一样美丽。1月24日（新历：2月3日），伊丽莎白下葬于圣彼得堡彼得保罗主教座堂，此时距离她驾崩已经过去了6周。
伊丽莎白驾崩后，罗曼诺夫王朝的男性血脉断绝。皇位交由其亲德的外甥彼得继承。亲德的彼得三世即位后立即與腓特烈议和，並歸還俄國占領的東普魯士與波美拉尼亞，這便是著名的勃蘭登堡王室的奇蹟。彼得三世甚至讓腓特烈指揮自己的軍隊，腓特烈因此得到喘息之机，集結更多軍隊，約12,000人，專心對抗奧地利。但彼得在同年被妻子叶卡捷琳娜废黜，使俄羅斯轉回支援奧地利並對普魯士發起新的進攻。
根据官方的说法，伊丽莎白终身未婚且没有子女，但一直有传言称她与亲信阿列克谢·拉祖莫夫斯基秘密结婚且有若干私生子。1774年，在意大利出现了一名自称“弗拉基米尔的伊丽莎白公主”的神秘女子，她自称是伊丽莎白和拉祖莫夫斯基的女儿，拥有俄国皇位继承权。此人被叶卡捷琳娜二世下令绑架回圣彼得堡审讯，后病故于彼得保罗要塞地牢，真实身份至今成谜，一般认为她只是一名冒充者，后以“塔拉坎诺娃女公爵”的名字闻名于世。

## 资料来源
1. ↑  Antonov 2006，第105頁.
2. ↑  Antonov 2006，第106頁.
3. ↑  Talbot Rice 1970，第149頁.
4. ↑  Talbot Rice 1970，第150頁.
5. ↑  Bain 1899，第142頁.
6. ↑  Герцог Лирийский. . . Л. 1989: 247.
7. ↑  Курукин, Игорь Владимирович. . М: Молодая гвардия. 2022: 232—233. ISBN 978-5-235-04526-2 （俄语）.
8. 1 2  Antonov 2006，第109頁.
9. ↑  Sebag Montefiore 2016，第193頁.
10. ↑  Castéra, Jean H. . 1797 （法语）.